# 王廣 (前秦)
王廣（？—392年）。秦州休屠（匈奴部族名）人，五胡十六国時代前秦、后秦将领。父亲是王擢，兄长是王统。
父亲王擢是陇西地区的豪强，受到当时统治陇西的各王朝厚遇。354年十一月，王擢因担心被杀的危险，从前凉逃往前秦，任尚书。王广在前秦担任益州刺史。
384年五月，东晋梁州刺史楊亮率领五万大军攻克益州。作为先头部队，杨良将水陆三万兵力交给巴西郡太守費統等人，楊亮驻扎巴郡。王广令巴西郡太守康回等人拦截攻击。
七月，王广命将领王虯率领三万精兵救援危机中的长安。
385年二月，王广任命江陽郡太守李丕为益州刺史，守卫成都。他率领益州士兵三万多人，迁往他哥哥秦州刺史王統驻扎的陇西。
十一月，王广、王統派使者去见皇帝苻丕，请他攻打后秦。苻丕大喜，任命王广为安西将军、益州牧，王統为镇西大将军、開府儀同三司、散騎常侍、秦州牧。
386年二月，王广从陇右带领军队在枹罕攻打車騎大将軍毛興。毛兴派给建節将軍衛平一千七百人，发动夜袭，大破王广军。
三月，王統救援王广，毛兴环城自守。四月，毛兴攻破王广，王广逃往秦州。被隴西鮮卑匹蘭俘虏，押送给后秦皇帝姚萇。
392年三月，姚萇病重，征南将軍姚方成劝说皇太子姚興：“贼寇尚未消灭，陛下又卧病不起。王统等人都拥有自己的部曲，终成祸患，应尽快将其除掉。”姚兴听从了他的话，杀掉了王统、王广、苻胤、徐成、毛盛。
姚萇听说王广等人被姚兴所杀时，生气地说：“王统兄弟，跟我是同州同里的老乡，根本没有二心。我正想着等天下少定，托付他们重任，怎么能轻易地说杀就杀。”